# Tipula (Trichotipula) algonquin
Tipula (Trichotipula) algonquin is een tweevleugelige uit de familie langpootmuggen (Tipulidae). De soort komt voor in het Nearctisch gebied.